# Ga Akabane
Ga Akabane (赤羽駅 Akabane-eki) là một ga đường sắt nằm ở Kita, Tokyo, được điều hành bởi Công ty Đường sắt Đông Nhật Bản (JR East).